# Kilian Kaspar Flasch

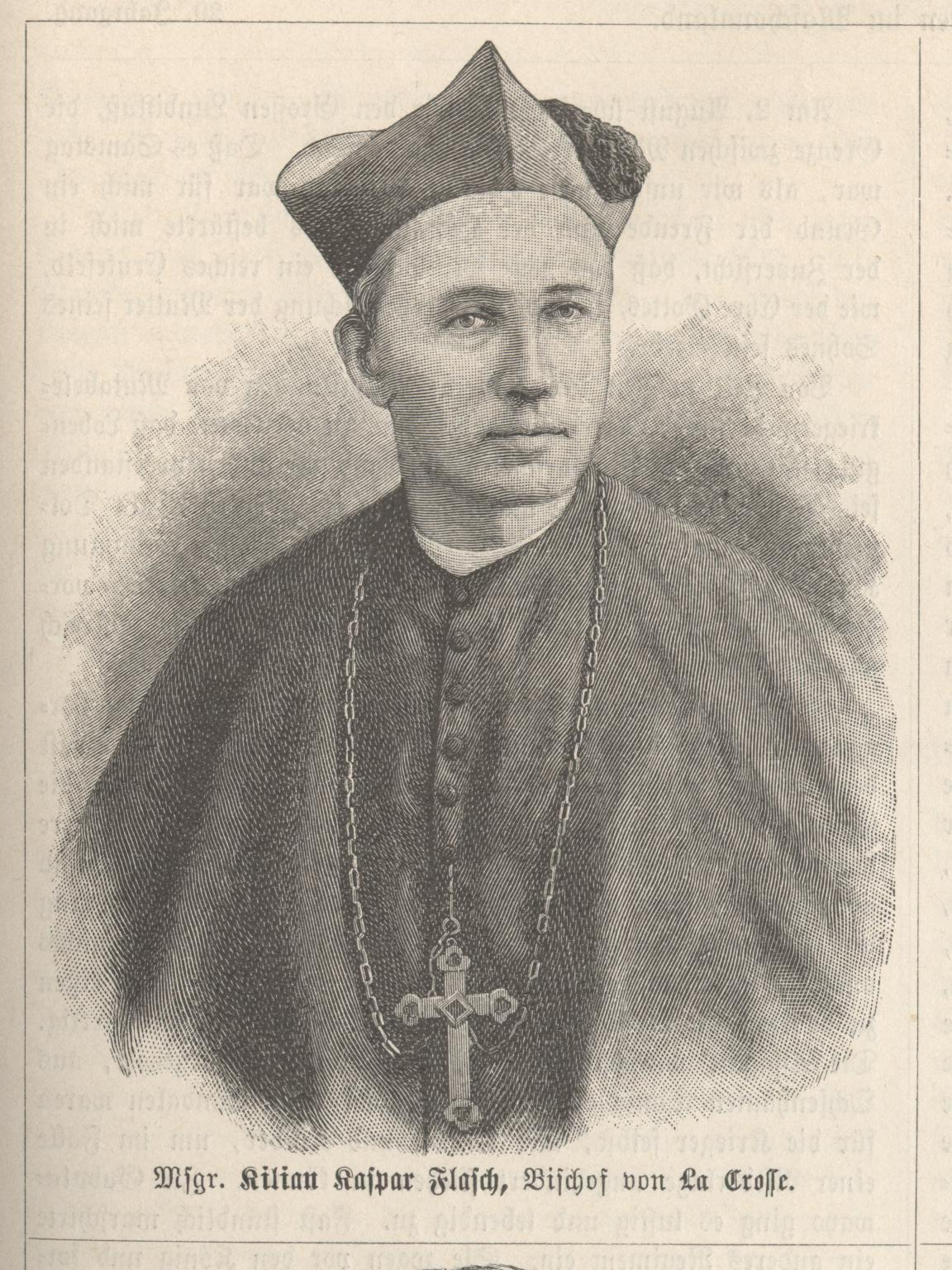
Bischof Kilian Kaspar Flasch von La Crosse

Kilian Caspar Flasch (* 13. Juli 1831 in Retzstadt, Unterfranken, Königreich Bayern; † 3. August 1891 in La Crosse (Wisconsin), USA) war ein deutscher Auswanderer, katholischer Geistlicher und von 1881 bis 1891 Bischof von La Crosse.

## Leben
Kilian Kaspar Flasch wanderte 1847 mit seinen Eltern von Unterfranken in die Vereinigten Staaten von Amerika aus. Die Familie siedelte sich in Fond du Lac County im Bundesstaat Wisconsin an, wo sie schnell zu Ansehen gelangte. Der Vater Andreas Flasch gehörte zu den Gründervätern und Pionieren der jungen katholischen Kirche von Wisconsin. Im Hause Flasch fanden die umherreisenden Missionare Obdach und es diente den zerstreut lebenden Katholiken lange Zeit als Kirche und Versammlungsort. Von sechs lebenden Kindern der Familie – ein Mädchen war auf der Überfahrt gestorben – weihten sich vier religiösen Berufungen. Drei Mädchen wurden Nonnen, Kilian, der einzige Sohn, wollte Priester werden.
Flasch studierte am Priesterseminar „Salesianum“ in Milwaukee und der dortige Bischof Johann Martin Henni weihte ihn 1859 zum Priester. Nach kurzem Einsatz in der Seelsorge kehrte Flasch als Lehrer an das Seminar zurück, bis ihn 1865 eine Typhuserkrankung an den Rand des Grabes brachte. Man betraute ihn mit der ländlichen Pfarrei Elm Grove, wo er sich wieder erholte. Von dort ging Flasch 1875 als Professor für Moral und Spiritual erneut ans Seminar von Milwaukee; 1878 wurde er dessen Rektor. Schon 1868 war die eigenständige Diözese La Crosse aus dem Bistum Milwaukee herausgelöst und der Sekretär von Bischof Henni, Michael Heiß, zum ersten Bischof ernannt worden. Heiß war ebenfalls ein deutscher Einwanderer aus Bayern und avancierte 1881 zum Oberhirten im zwischenzeitlich zum Erzbistum erhobenen Milwaukee. Kilian Kaspar Flasch wurde sein Nachfolger als Bischof von La Crosse. Am 26. August 1881 ersteilte ihm Michael Heiß die Bischofsweihe. Mitkonsekratoren waren der Bischof von Green Bay, Franz Xaver Krautbauer, und der Apostolische Vikar von Nordminnesota, Bischof Rupert Seidenbusch OSB.
Bischof Flasch bereiste eifrig seinen Sprengel und die Zahl der Priester verdoppelte sich in seiner Amtszeit. Er war schon als Priester sehr wohltätig und karitativ – ein Wesenzug, der auch den Bischof auszeichnete. Er wird zudem als gelehrt und fromm, jedoch als äußerst bescheiden und einfach beschrieben. 1883 reiste der Geistliche nach Rom, 1884 nahm er am 3. Plenar-Konzil von Baltimore teil. Eine im Nachruf nicht näher beschriebene „schmerzliche Krankheit“ befiel ihn, und er starb nach längerem Leiden im Alter von 60 Jahren. Sein Generalvikar James Schwebach aus Luxemburg folgte ihm im Bischofsamt nach.